# NGC 7459-1
NGC 7459-1 is een spiraalvormig sterrenstelsel in het sterrenbeeld Vissen. Het hemelobject werd op 14 oktober 1884 ontdekt door de Amerikaanse astronoom Lewis A. Swift. Dit object wordt in sommige bronnen als NGC 7452 geïdentificeerd. 

## Synoniemen
- UGC 12302
- MCG 1-58-21
- PGC 70261